# Sergei Wassiljewitsch Subatow

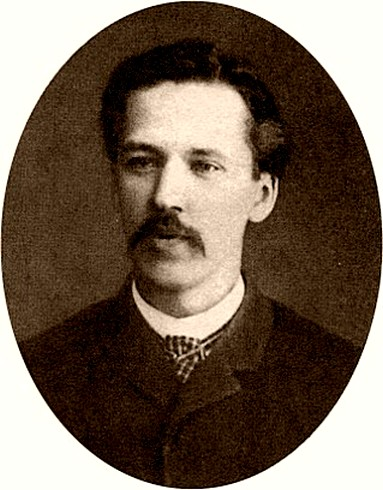
Sergei Wassiljewitsch Subatow

Sergei Wassiljewitsch Subatow (russisch Сергей Васильевич Зубатов; * 19. Februarjul. / 2. März 1864greg. in Moskau; † 2. Märzjul. / 15. März 1917greg. ebenda) war ein russischer Kriminalpolizeibeamter. Er war von 1896 bis 1902 Direktor des Moskauer Büros der Ochrana. Von 1902 bis 1903 war er Direktor der Sonderabteilung des Innenministeriums und Stellvertreter von General Dmitri Fjodorowitsch Trepow (1855–1906).

## Leben
Subatow war in seiner Jugend ein Mitglied der revolutionären Bewegung. Infolge seiner Verhaftung durch die Geheimpolizei begann er, für diese als Informant zu arbeiten. Nach seiner Enttarnung durch seine ehemaligen Mitstreiter wechselte er 1889 in den offiziellen Dienst der Ochrana und stieg bis 1896 zum Direktor des Moskauer Büros auf. Er systematisierte die Arbeit der Sicherheitspolizei in Russland und setzte vor allem auf ein Netzwerk verdeckter Informanten. 
Trotz seiner tief verwurzelten monarchistischen Überzeugungen glaubte Subatow ernsthaft, dass Repression allein die revolutionäre Bewegung nicht besiegen könne. Von 1901 bis 1903 förderte er regierungsfreundliche Gewerkschaften, um mit Agitation den Protest zu kanalisieren; eine Praxis, welche als Polizeisozialismus oder als Subatowschtschina bezeichnet wurde. Die erste solche Organisation existierte von 1901 bis August 1903 unter dem Namen Собрание русских фабрично-заводских рабочих Санкт-Петербурга (Versammlung der russischen Fabrikarbeiter von Sankt Petersburg). Sie erhielt die Unterstützung des Großfürsten Sergei Alexandrowitsch Romanow, des Generalgouverneurs von Moskau. Andere wurden in Odessa, Kiew und Minsk gebildet. Allerdings konnte Subatow die Regierung nicht zu einer tatsächlichen Verbesserung der Arbeitsgesetzgebung bewegen. Auch die Unternehmer waren nicht glücklich über die Gewerkschaften. Nach einer Reihe von Streiks wurde Subatow im August 1903 von Innenminister Wjatscheslaw Konstantinowitsch von Plehwe persönlich aus seiner Position als Direktor der Sonderabteilung entlassen; und die staatlich geförderten Gewerkschaften wurden aufgelöst. Nach der Ermordung Plehwes im Juli 1904 lehnte es Subatow ab, in den Dienst zurückzukehren, teilweise wegen Sicherheitsbedenken in Bezug auf seine Familie. Er zog sich ins Privatleben zurück und lebte von seiner staatlichen Rente.
Während der Februarrevolution 1917, nachdem er von der Abdankung des Zaren Nikolaus II. erfahren hatte, nahm er sich das Leben.